# Cicurina vespera
Cicurina vespera là một loài nhện trong họ Dictynidae.
Loài này thuộc chi Cicurina. Cicurina vespera được Willis J. Gertsch miêu tả năm 1992.